# Herbert R. Axelrod
Pour les articles homonymes, voir Axelrod.
Herbert Richard Axelrod (né le 7 juin 1927 à Bayonne, New Jersey et mort le 15 mai 2017 à Zurich en Suisse) est un expert des poissons d'ornement, éditeur de livres sur les animaux de compagnie et un entrepreneur. En 2005, il a été condamné en justice des États-Unis à 18 mois de prison pour fraude fiscale.

## Biographie

### Jeunesse
Axelrod est né dans le New Jersey d'une famille d'origine juive , dont les parents sont des immigrés en provenance de Russie. Son père était mathématicien et professeur de violon, et sa mère était une employée civile de la Marine des États-Unis.[citation nécessaire]

### L'émergence de l'empire
Lors de la guerre de Corée, il a écrit son premier livre Le Guide de l'Aquarium pour poissons tropicaux. Après son retour de Corée, Axelrod a créé le magazine Tropical Fish Hobbyist (en). Il a écrit de nombreux livres sur les poissons tropicaux et a fondé une maison d'édition, TFH Publications (du nom du magazine), qui est devenu le plus grand éditeur mondial de livres sur les animaux de compagnie.[citation nécessaire] TFH Publications a d'abord eu son siège à Jersey City, New Jersey, avant que celui-ci ne soit transféré à Neptune, New Jersey.
En 1989, il fait don de sa collection de fossiles de poissons à l'Université de Guelph, université qui précise qu'il s'agit d'une des plus importantes donations effectuées par une personne physique à une université Canadienne. Le Axelrod Institut of Ichtyology de l'université a été ainsi nommé en son honneur. L'Université de Guelph a également nommé une salle de conférence à son nom, le Axelrod Building, mais rebaptisé Alexander Building en 2010, en mémoire de Lincoln Alexander. Leonard P. Schultz décrit le tetra cardinal, un poisson d'aquarium très populaire, qui avait été trouvé par Harald Sioli, au Brésil, en 1953, et lui donna son nom scientifique, Paracheirodon axelrodi, qui met à l'honneur Axelrod.
En 1997 Axelrod vend TFH Publications Central Garden & Pet Company of California pour 70 millions de dollars. Le contrat comprend le potentiel de bonus pour Axelrod si HFT atteint les objectifs de bénéfices après la vente. En vertu de cette disposition il a poursuivi l'acquéreur en justice, l'accusant d'avoir sciemment diminué les bénéfices pour ne pas avoir à payer un complément de prix. L'année suivante, l'acheteur a déposé une requête contre Axelrod, affirmant qu'il avait grossièrement et illégalement gonflé la valeur de l'entreprise avant l'achat. Le 1er septembre 2005, Axelrod a été condamnée à payer Central Garden & Pet une indemnité de 16,4 millions de dollars net, après déduction de 3,7 millions de dollars, la société a été condamnée à payer Axelrod en raison des objectifs de bénéfices).

## Collection d'instruments de musique

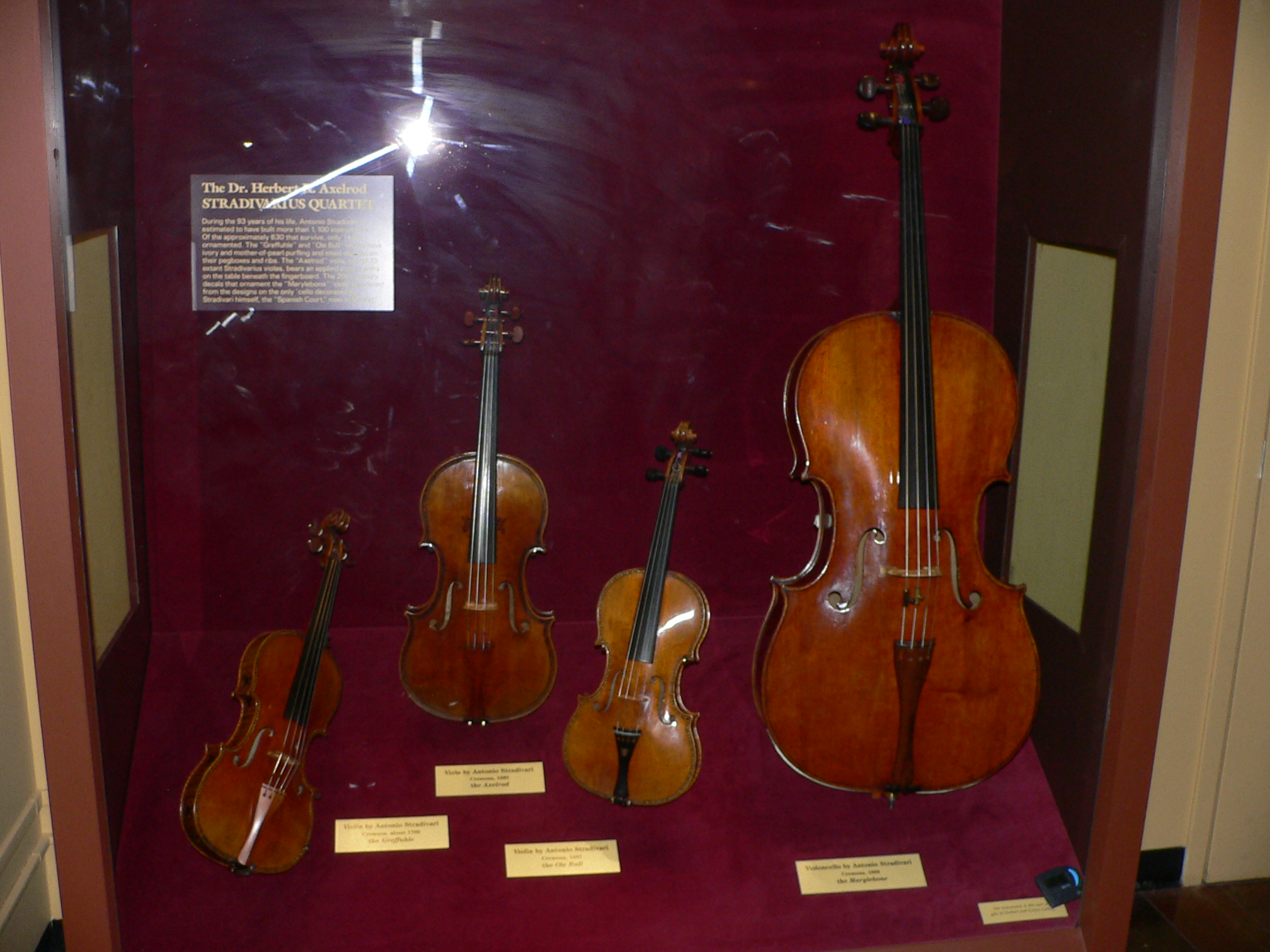
Le Axelrod quatuor, sur l'affichage dans la Smithsonian Institution Musée National de l'Histoire Américaine.

Axelrod, violoniste lui-même, rassemble une grande collection d'anciens et rares instruments à cordes, y compris la Hellier Stradivarius. En 1975, il a acheté son premier violon Stradivarius. En 1998, il a fait don de quatre instruments Stradivarius — deux violons, un alto et un violoncelle — à la Smithsonian Institution. Connu comme le Axelrod quatuor, leur valeur a été estimée à 50 millions de dollars. En février 2003, il a vendu près de 30 autres instruments pour le New Jersey Symphony Orchestra (NJSO) pour la somme de 18 millions de dollars. Cette collection a été estimée à une valeur de 49 millions de dollars (Axelrod a été un partisan de longue date de la NJSO).

## D'autres difficultés
Des questions ont surgi au sujet de la valeur réelle des instruments dont il avait fait don à la Smithsonian institution et le NJSO. Bien que les instruments aient été tous anciens et précieux, plusieurs experts dont les noms n'ont pas été révélés ont déterminé que ces instruments n'avaient pas la valeur que leur avait prétendu Axelrod. Il a été dit qu'il avait inventé des histoires pour ces instruments afin de justifier l'importance de leur valorisation. Le 13 avril 2004, Axelrod a été mis en accusation devant la cour fédérale du New Jersey, accusé de fraude fiscale pour plusieurs millions de dollars en ayant transféré sur des comptes bancaires en Suisse pendant plus de 20 ans sans payer d'impôts. Le 21 avril suivant, il ne se présente pas à sa mise en accusation, après avoir fui à Cuba. Il a été arrêté à Berlin le 15 juin 2004 alors qu'il descend d'un avion en provenance de Suisse, puis extradé vers les États-Unis. Le 21 mars 2005, il a été condamné en justice des États-unis à 18 mois de prison pour fraude fiscale,.

## Publications
- Manuel de l'Aquarium Tropical de Poissons, McGraw-Hill, 1955.
- Aquarium d'eau de mer Poissons, TFH Publications, 1987.  (ISBN 0-86622-499-8)
- Tourtereaux Comme un Nouvel Animal de compagnie, TFH Publications, 1990.  (ISBN 0-86622-617-6)
- Porte-épée et Platies, TFH Publications, 1991.  (ISBN 0-86622-090-9)
- Cichlidés africains des Lacs Malawi et Tanganyika, TFH Publications, 1988.  (ISBN 0-87666-021-9)
- Les Poissons d'Aquarium du Monde, TFH Publications, 1998.  (ISBN 0-7938-0493-0)
- M. Axelrod Atlas des Poissons d'Aquarium d'eau Douce, TFH Publications, 2004.  (ISBN 0-7938-0033-1)